# Dagom na cultura popular
O deus semita Dagom apareceu em inúmeras obras da literatura e da cultura popular.

## Literatura
- No romance histórico de Malachi Martin, King of Kings: a Novel of the Life of David.[1] Dagom é a principal divindade dos filisteus, orquestrando uma grande guerra contra os hebreus e seu Deus, Adonai.
- Dagom é a principal divindade dos filisteus no conto de Harry Turtledove "Dever de Ocupação".

## Jogos
- No videogame Castlevania: Retrato da Ruína, Dagom é um chefe subaquático, descrito como uma amálgama de sapo / lagarto / girino de dois corpos, que pode sugar uma sala inteira cheia de água e atirar nela como uma arma. A cabeça superior do lagarto é a mais vulnerável.
- No jogo Lost Magic, o Dagom é a maior forma da Hydra, um monstro parecido com um nautilus, apenas do tipo fogo.

## Música
- A banda americana de death metal técnico Nile lançou uma canção intitulada "4th Arra of Dagon" em seu álbum de 2010, These Whom the Gods Detest.[2]
- A banda americana psicodélica e de inspiração gótica The Dagons herdou o nome de Dagom, provavelmente como utilizado por HP Lovecraft.

## Cinema e televisão
- No filme de animação de 2017 do Arcana Studio, Howard Lovecraft e o Reino Submarino, Dagom é apresentado como o governante do Reino Submarino (Y'ha-nthlei).[3]
- Em Jonah: A VeggieTales Movie, o filme mostra o rei de Nínive ouvindo a mensagem de Jonas e se arrependendo junto com o resto da cidade depois de descobrir que Jonas estava na barriga de uma baleia, conhecida como deificada " grande peixe "os ninivitas adoram. Em uma reportagem de bastidores sobre a análise da Big Idea Productions da história bíblica de Jonas, Phil Vischer explicou que eles se basearam na adoração assíria de Dagom como um deus peixe, de modo a explicar o arrependimento dos ninivitas como a compreensão de que Dagom como o o "grande peixe" estava subordinado a Deus.[4]
- Em Good Omens, Dagom é um demônio interpretado por Elizabeth Berrington (dublado por Nicholas Parsons).[5]

## Histórias em quadrinhos
- Na série Project Superpowers de Alex Ross, Dagom surge na atual Califórnia e aterroriza os habitantes locais a fim de atrair o herói Sansão e testar sua fé no Deus Judaico-Cristão.
- Nos quadrinhos do BPRD, o personagem parecido com o tritão Abe Sapien é frequentemente referido como 'filho de Dagom'.

## Paleontologia
- A extinta espécie pré-histórica de baleia de bico, Dagonodum mojnum deve o seu nome a Dagom.[6]